# Gasburg (Virginia)
Gasburg è un census-designated place (CDP) degli Stati Uniti d'America, situato nello stato della Virginia, nella contea di Brunswick. Secondo il censimento del 2020 gli abitanti di Gasburg ammontavano a 408.